# カッファレッリ

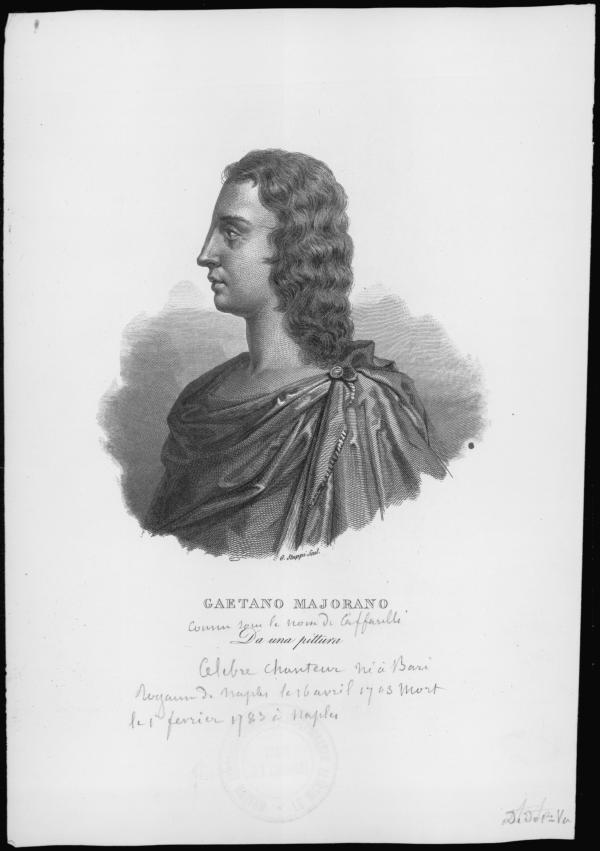
カッファレッリの肖像画

カッファレッリ（Caffarelli）として知られるガエターノ・マヨラーノ（Gaetano Majorano、1710年4月12日 - 1783年1月31日）は、イタリアのメゾソプラノ・カストラート歌手。ナポリを中心にヨーロッパ各地で活動した。歌手としては第一級だったが、性格は傲慢だったと伝えられており、しばしば他人と衝突を起こした。

## 生涯
カッファレッリはビトントで生まれた。おそらく他の兄弟とともにナポリのイエスキリスト貧者音楽院 (it:Conservatorio dei Poveri di Gesù Cristo) でドメニコ・カッファーロという人物を師としたようであり、そこからカッファレッリの呼び名が生まれた。ナポリではニコラ・ポルポラに学んだ。1726年にローマでデビューしたときは女性役だったが、その後は男性主役（プリモ・ウォーモ）としてイタリア各地で活躍し、ハッセ、ポルポラ、ランプニャーニ (Giovanni Battista Lampugnani) らの作品を演じた。
カッファレッリはナポリの宮廷歌手としてナポリ大聖堂、サン・バルトロメオ劇場 (it:Teatro San Bartolomeo) 、サン・カルロ劇場、王宮などで歌った。
1730年代のロンドンではヘンデルを中心とするアカデミーとポルポラを中心とする貴族オペラの2つのオペラ公演団体が争っていたが、1737年に貴族オペラが倒産し、ヘンデルは脳卒中に倒れて共倒れになった。ヘイマーケットの国王劇場の支配人だったジョン・ジェームズ・ハイデッガーは、ポルポラとファリネッリにかわる人物として、作曲家にペシェッティ (Giovanni Battista Pescetti) 、主役カストラートにカッファレッリを招いた。しかしながらヘンデルが病気から復帰すると、ヘンデルとハイデッガーは手を組み、カッファレッリはヘンデルの作品を歌うことになった。カッファレッリは1738年のシーズンでヘンデルの新作オペラ『ファラモンド』と『セルセ』を歌ったが、あまり成功せずにロンドンを去った。
1739-1740年にはパルマ公フィリッポの結婚祝いのためにマドリードで歌っている。
1746-1749年にはトリノ、フィレンツェ、ジェノヴァ、ローマ各地でオペラに出演した。
1749年にウィーンへ行くが、メタスタージオの伝える逸話によると、このとき劇場づきの詩人ミリアヴァッカ (Giovanni Ambrogio Migliavacca) と決闘騒ぎを起こしたという。
1752年にナポリで上演されたグルックの『皇帝ティートの慈悲』で主役のセストを演じた。このときグルックがカッファレッリにあてて書いたアリア「Se mai senti spirarti in volto」は、のちに『トーリードのイフィジェニー』で「おお悲運なるイフィジェニー」(O malheureuse Iphigénie)として再利用された。
1753年にはルイ15世に招かれてフランスへ行くが、翌年ブフォン論争でフランス側を支持した詩人バロ・ド・ソヴォー (Ballot de Sauvot) と再び決闘騒ぎを起こしたために罷免された。その後リスボンで歌うが、リスボン地震をあやうく逃れた。それからファリネッリに招かれてマドリードに滞在した。

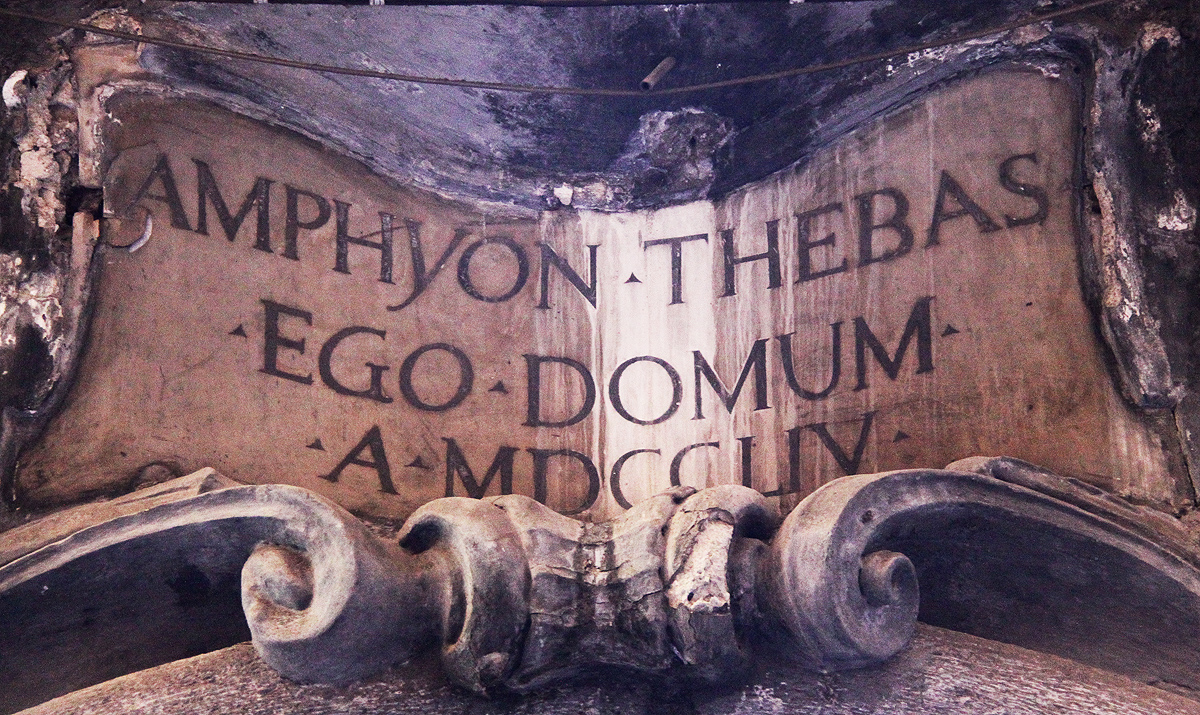
ナポリの邸宅の標語

1756年にナポリに戻った後は引退するが、その後も1765年まで時々歌うことがあった。晩年は弟のパスクアーレの子供たちの教育や慈善事業に費された。1783年にナポリで没した。
晩年のカッファレッリは裕福で、ナポリに建てた邸宅が今に残る。「アムピーオーン（音楽の名手、ゼートスの兄弟）がテーバイを建てたように私はこの家を建てた」(Amphion Thebas Ego Domum)という標語がかかげられている。